# Ligue 1 2018/2019
Ligue 1 v sezóně 2018/2019 byla 81. ročníkem francouzské fotbalové ligové soutěže zvané Ligue 1 Conforama. Sezóna začala 10. srpna 2018 a skončila 25. května 2019.
Obhájcem titulu byl tým Paris Saint-Germain.
Mistrovský titul objájil pařížský celek Paris Saint-Germain FC. O titulu pro PSG bylo rozhodnuto 21. dubna po remíze Lille s Toulouse 0:0.
Nejlepším střelcem ligy se stal francouzský útočník Kylian Mbappé z PSG se 33 brankami.

## Konečná tabulka
| Poř. | Tým                 | Z  | V  | R  | P  | VG  | OG | B  |
| ---- | ------------------- | -- | -- | -- | -- | --- | -- | -- |
| 1.   | Paris Saint-Germain | 38 | 29 | 4  | 5  | 105 | 35 | 91 |
| 2.   | Lille               | 38 | 22 | 9  | 7  | 68  | 33 | 75 |
| 3.   | Olympique Lyon      | 38 | 21 | 9  | 8  | 70  | 47 | 72 |
| 4.   | Saint-Étienne       | 38 | 19 | 9  | 10 | 59  | 41 | 66 |
| 5.   | Olympique Marseille | 38 | 18 | 7  | 13 | 60  | 52 | 61 |
| 6.   | Montpellier         | 38 | 15 | 14 | 9  | 53  | 42 | 59 |
| 7.   | Nice                | 38 | 15 | 11 | 12 | 30  | 35 | 56 |
| 8.   | Stade Reims         | 38 | 13 | 16 | 9  | 39  | 42 | 55 |
| 9.   | Nîmes               | 38 | 15 | 8  | 15 | 57  | 58 | 53 |
| 10.  | Stade Rennes        | 38 | 13 | 13 | 12 | 55  | 52 | 52 |
| 11.  | Strasbourg          | 38 | 11 | 16 | 11 | 58  | 48 | 49 |
| 12.  | Nantes              | 38 | 13 | 9  | 16 | 48  | 48 | 48 |
| 13.  | Angers              | 38 | 10 | 16 | 12 | 44  | 49 | 46 |
| 14.  | Bordeaux            | 38 | 10 | 11 | 17 | 34  | 42 | 41 |
| 15.  | Amiens              | 38 | 9  | 11 | 18 | 31  | 52 | 38 |
| 16.  | Toulouse            | 38 | 8  | 14 | 16 | 35  | 57 | 38 |
| 17.  | Monaco              | 38 | 8  | 12 | 18 | 38  | 57 | 36 |
| 18.  | Dijon               | 38 | 9  | 7  | 22 | 31  | 60 | 34 |
| 19.  | Caen                | 38 | 7  | 12 | 19 | 29  | 54 | 33 |
| 20.  | Guingamp            | 38 | 5  | 12 | 21 | 28  | 68 | 27 |

Poznámky:
|  | Liga mistrů 2019/2020 – základní skupiny   |
|  | Evropská liga 2019/2020 – základní skupiny |
|  | Evropská liga 2019/2020 – 2. předkolo      |
|  | Baráž o udržení                            |
|  | Sestup do Ligue 2                          |

## Hráčské statistiky
| Pořadí | Hráč            | Klub                | Gólů |
| ------ | --------------- | ------------------- | ---- |
| 1.     | Kylian Mbappé   | Paris Saint-Germain | 33   |
| 2.     | Nicolas Pépé    | Lille               | 22   |
| 3.     | Edinson Cavani  | Paris Saint-Germain | 18   |
| 4.     | Florian Thauvin | Olympique Marseille | 16   |
| 5.     | Moussa Dembélé  | Olympique Lyon      | 15   |
| 5.     | Radamel Falcao  | AS Monaco           | 15   |
| 5.     | Neymar          | Paris Saint-Germain | 15   |
| 8.     | Andy Delort     | Montpellier         | 14   |
| 9.     | Jonathan Bamba  | Lille               | 13   |
| 9.     | Vahbí Chazrí    | Saint-Étienne       | 13   |

| Pořadí | Hráč            | Klub                | Asistencí |
| ------ | --------------- | ------------------- | --------- |
| 1.     | Téji Savanier   | Nîmes               | 13        |
| 2.     | Ángel Di María  | Paris Saint-Germain | 11        |
| 2.     | Nicolas Pépé    | Lille               | 11        |
| 4.     | Memphis Depay   | Olympique Lyon      | 9         |
| 4.     | Jonathan Ikoné  | Lille               | 9         |
| 4.     | Kenny Lala      | Strasbourg          | 9         |
| 7.     | Julian Draxler  | Paris Saint-Germain | 8         |
| 7.     | Lucas Ocampos   | Olympique Marseille | 8         |
| 7.     | Pedro Rebocho   | Guingamp            | 8         |
| 7.     | Florian Thauvin | Olympique Marseille | 8         |